# Julien de Vienne
Julien est un évêque de Vienne de la première moitié du VIe siècle. Il est considéré comme saint chez les Catholiques et les Orthodoxes.

## Biographie
Julien (Iulianus, Iulianti) est un évêque du diocèse de Vienne, présent dans le catalogue de l'évêque Adon de Vienne (799-875),,.
Selon la tradition, Adon le place comme dix-huitième évêque, à la suite d'Avit,. Ce dernier semble décéder entre 518, et 525. 
Ulysse Chevalier, dans le Regeste dauphinois (1912), et Louis Duchesne (1794) considèrent que l'évêque Julianus présent au concile de Lyon, vers 518-523, aux côtés de l'évêque Viventiole de Lyon, serait Julien de Vienne,. Chevalier rappelle que même si la Vita s. Apollinaris a pu placer saint Avit à ce concile, « le rang occupé par Julien après le métropolitain de Lyon et avant Apollinaire, semble bien indiquer qu'il était métropolitain de Vienne. »
Il est présent — Julianus episcopus — au deuxième concile d'Orléans du 23 juin 533,,, où il tient le 23e rang parmi les évêques souscripteurs.

## Culte
Considéré comme saint, Julien figure dans le calendrier liturgique du diocèse de Grenoble-Vienne le 1er juillet, aux côtés de saint Martin ainsi que de tous les anciens évêques de Vienne. Il figurait dans le Martyrologe à la date du 22 avril, de même que chez les Bollandistes.